# Scoparia absconditalis
Scoparia absconditalis är en fjärilsart som beskrevs av Hugo Theodor Christoph 1881?. Scoparia absconditalis ingår i släktet Scoparia och familjen Crambidae. Inga underarter finns listade i Catalogue of Life.